# Пемпово (гміна)
Гміна Пемпо́во (пол. Gmina Pępowo) — сільська гміна у північно-західній Польщі. Належить до Гостинського повіту Великопольського воєводства.
Станом на 31 грудня 2011 у гміні проживало 6013 осіб.

## Територія
Згідно з даними за 2007 рік площа гміни становила 86.71 км², у тому числі:
- орні землі: 73.00 %
- ліси: 20.00 %

Таким чином, площа гміни становить 10.70 % площі повіту.

## Населення
Станом на 31 грудня 2011:
| Опис     | Загалом | Загалом | Чоловіки | Чоловіки | Жінки | Жінки |
| -------- | ------- | ------- | -------- | -------- | ----- | ----- |
| одиниця  | осіб    | %       | осіб     | %        | осіб  | %     |
| все      | 6013    | 100     | 3038     | 50.52    | 2975  | 49.48 |
| міське   | 0       | 100     | 0        |          | 0     |       |
| сільське | 6013    | 100     | 3038     | 50.52    | 2975  | 49.48 |

## Сусідні гміни
Гміна Пемпово межує з такими гмінами: Кобилін, Кробя, Мейська Ґурка, Пяски, Поґожеля, Ютросін.